# Законодавча техніка
Законодавча техніка — це система правил, прийомів і методів роботи з підготовки і видання законодавчих актів. Вона є одним із різновидів юридичної техніки.
Законодавчу техніку відрізняє від юридичної техніки:
- результатом роботи законодавчої техніки є законодавчі акти на відміну від результатів юридичної техніки, яка включає більш широкий спектр документів в тому числі й підзаконні нормативно-правові акти органів державної влади;
- область законодавчого регулювання є підґрунтям усього правового регулювання (загальний характер регулювання суспільних відносин законів і більш конкретний — підзаконних нормативно-правових актів);
- головні особливості нормативно-правового акта, що не є законом (структура, зміст, поняття і терміни, форма викладення), повинні відповідати таким самим особливостям закону;
- мають значні відмінності форми мовностилістичного оформлення законів і підзаконних актів;
- структурування законів та підзаконних нормативно-правових актів не є однаковим.

## Засоби, правила, способи законодавчої техніки
Засоби законодавчої техніки охоплюють певні правила розробки, викладення і оформлення нормативно-правових актів. До них належать:
Юридична конструкція — один із засобів нормотворчої техніки, котрий забезпечує побудову нормативно-правового акта.
Цей засіб забезпечує:
- логічність змісту матеріалу;
- послідовність його викладу;
- зв'язок між нормами права;
- повноту і чіткість правового регулювання тощо.

Галузева типізація — юридичний засіб, який за допомогою інших прийомів нормотворчої техніки (поміщення припису в галузевий кодифікаційний акт, підпорядкування його певній визначеній системі загальних норм, використання галузевої термінології) дозволяє викласти норматичні приписи таким чином, аби вони включались у відповідну галузь права.
Юридична фікція — це такий техніко-юридичний прийом, який оголошує неіснуюче становище (відношення) існуючим та, закріплюючи його в правовому приписі, надає загальнообов'язкового характеру; штучно прирівнює одна до одної речі, що в дійсності мають зовсім різний характер або навіть є протилежними.
Основна відмінність юридичної фікції від юридичної презумпції полягає в тому, що презумпція прирівнює ймовірне або хоча б можливе явище до істинного.
Прикладом юридичної презумпції є інститут судимості в кримінальному праві (коли особа визнається несудимою). Тобто, попри те, що особа була судимою, з юридичної точки зору вона не має судимості.
Юридична презумпція — прийом нормотворчої техніки, який є припущенням про наявність ймовірного факту в усіх випадках. Цей прийом надає змогу досягти визначеності правового регулювання суспільних відносин.
Прикладами презумпцій можуть слугувати норми Цивільного кодексу України («Оголошення фізичної особи померлою», «Прийняття пропозиції», «Загальні підстави відповідальності за завдану майнову шкоду»), Кримінального кодексу України («Підстава кримінальної відповідальності») тощо.
Способи викладу нормативно-правових приписів:
- загальний (абстрактний) спосіб — визначення фактів, обставин, дій та явищ у загальному вигляді через родові ознаки;
- конкретний (казуїстичний) спосіб — визначення фактів, обставин, дій та явищ у загальному вигляді через індивідуальні ознаки, в тому числі за допомогою переліку.

Прийом перерахування (переліку) пов'язаний з казуїстичним способом викладення норматично-правових приписів. Він використовується для надання особливої конкретності змісту нормативно-правового акта, обмежує чи виключає будь-яку можливість тлумачення.
Найчастіше переліки поділяють на:
- повні;
- неповні.

До того ж, особливу проблему на практиці створюють неповні переліки (закінчуються словами типу «інші», «і таке інше» тощо). Тому, щоб не виникло плутанини, бажано, аби закон надавав можливість з достатньою достовірністю судити про критерії даного переліку. Набагато краще, коли в законі є права вказівка на них. Однак у будь-якому випадку закон повинен вказувати на ті найважливіші ознаки неповного переліку, за допомогою яких можна адекватно ті обставини, факти, дії, явища, які відсутні у даному переліку.

### Юридичний термін
Юридичний термін — слово або словосполучення, що є точним визначенням певного поняття. Юридичний термін є основним засобом законодавчої техніки. В них формулюються правові веління, дозволи або заборони, загальні та індивідуальні приписи.
Юридичний терміни, які використовує юридична наука та законодавство, є неоднорідними і поділяється на такі види:
- загальновживані терміни, які поширені у літературній мові, повсякденному житті;
- спеціально-технічні терміни, які належать не юридичним наукам і певним галузям людської діяльності;
- спеціально-юридичні терміни, котрі належать саме юридичній науці та практиці. Наприклад: злочин, реституція, позов, зворотна дія, необхідна оборона тощо. Багато спеціальних юридичних термінів запозичені з інших правових систем і не можуть замінятися ніякими іншими.

Терміни повинні мати чітке значення, бути простими і зрозумілими. Термінологія повинна характеризуватися стабільністю, єдністю, однаковістю.

### Вимоги законодавчої техніки
До вимог законодавчої техніки належать:
- логічна послідовність викладення, взаємозв'язок нормативних приписів, що містяться в нормативному акті;
- відсутність суперечностей у структурі акта і системі законодавства;
- максимальна компактність викладених норм при належній глибині і всебічності їхнього змісту;
- ясність і доступність мови нормативних актів;
- точність і визначеність термінів та юридичних конструкцій;
- скорочення кількості актів, виданих з одного й того ж питання, для полегшення користування ними.

## Вимоги і правила до структури закону
• логічна послідовність викладення змісту;
• тісний зв'язок нормативних приписів за предметом правового регулювання.